# Joan Barclay
Joan Barclay, nata Mary Elizabeth Greear (Minneapolis, 31 agosto 1914 – Palm Desert, 22 novembre 2002), è stata un'attrice statunitense.

## Filmografia parziale
- Feud of the West, regia di Harry L. Fraser (1936)
- Prison Shadows, regia di Robert F. Hill (1936)
- Men of the Plains, regia di Robert F. Hill (1936)
- Island Captives, regia di Paul Kerschner (1937)
- The Trusted Outlaw, regia di Robert N. Bradbury (1937)
- Sky Racket, regia di Sam Katzman (1937)
- Amateur Crook, regia di Sam Katzman (1937)
- Whirlwind Horseman, regia di Robert F. Hill (1938)
- Pioneer Trail, regia di Joseph Levering (1938)
- Two Gun Justice, regia di Alan James (1938)
- Il signore dell'Arizona (The Gentleman from Arizona), regia di Earl Haley (1939)
- Outlaws' Paradise, regia di Sam Newfield (1939)
- Billy the Kid's Range War, regia di Sam Newfield (1941)
- Il convegno dei banditi (Billy the Kid's Round-Up), regia di Sam Newfield (1941)
- Fermi tutti! (Billy the Kid's Smoking Guns), regia di Sam Newfield (1942)
- Rookies in Burma, regia di Leslie Goodwins (1943)
- Ladies' Day, regia di Leslie Goodwins (1943)
- The Falcon in Danger, regia di William Clemens (1943)
- Bagliori a Manhattan (Music in Manhattan), regia di John H. Auer (1944)
- The Falcon Out West, regia di William Clemens (1944)
- The Shanghai Cobra, regia di Phil Karlson (1945)